# Primavera Rosa
La Primavera Rosa fou una cursa ciclista de carretera femenina d'un sol dia que es disputava anualment a la Ligúria (Itàlia). Se la va considerar una versió femenina de la Milà-Sanremo i, com a tal, va ser un dels monuments ciclistes.

## Història
La prova es va organitzar entre el 1999 i el 2005. La seva sortida era a Varazze, a la província de Savona, i l'arribada a Sanremo. Pel recorregut, les competidores havien de superar els ports de la Cipressa i del Poggio di Sanremo com els seus homòlegs masculins. La cursa formava part de la Copa del Món de ciclisme femení i la russa Zulfià Zabírova en fou la màxima guanyadora, imposant-se en dues edicions.
El 2022, RCS Sport –els organitzadors de la prova masculina– van anunciar que planejaven organitzar una versió femenina de la Milà–Sanremo en el futur. L'any següent van indicar que l'organitzarien el 2024; però no fou fins que a l'octubre de 2024 es va oficialitzar el calendari de l'UCI Women's World Tour 2025, quan es va oficialitzar que la prova femenina de la Milà–Sanremo retornaria, disputant-se el mateix dia que la seva edició masculina; però amb un nom diferent: Sanremo Women.

## Palmarès
| Any  | Vencedor          | Segon                | Tercer           |
| ---- | ----------------- | -------------------- | ---------------- |
| 1999 | Sara Felloni      | Gabriella Pregnolato | Chantal Beltman  |
| 2000 | Diana Žiliūtė     | Ina-Yoko Teutenberg  | Giovanna Troldi  |
| 2001 | Susanne Ljungskog | Mirjam Melchers      | Sara Felloni     |
| 2002 | Mirjam Melchers   | Diana Žiliūtė        | Chantal Beltman  |
| 2003 | Zulfià Zabírova   | Regina Schleicher    | Rochelle Gilmore |
| 2004 | Zulfià Zabírova   | Mirjam Melchers      | Oenone Wood      |
| 2005 | Trixi Worrack     | Nicole Cooke         | Oenone Wood      |